# Krišjānis Peters
Krišjānis Peters (ur. 23 czerwca 1975 w Rydze, zm. 13 listopada 2014 w Wiedniu) – łotewski polityk, poseł na Sejm, w 2006 minister transportu.

## Życiorys
W 1997 uzyskał licencjat z nauk politycznych i stosunków międzynarodowych w Moskiewskim Państwowym Instytucie Stosunków Międzynarodowych. Pracował m.in. jako kierownik działu marketingu i dyrektor w różnych przedsiębiorstwach. Działał w Nowej Partii, w latach 1998–1999 sprawował mandat poselski, zastępując w parlamencie wchodzącego w skład rządu Ainārsa Šlesersa. W 2002 dołączył do Pierwszej Partii Łotwy, po czym z jej ramienia został wybrany do Sejmu VIII kadencji. W tym samym roku parlamentarnym sekretarzem ministerstwa gospodarki, a w 2004 objął tożsamą funkcję w resorcie transportu. Od kwietnia do listopada 2006 zajmował stanowisko ministra transportu w gabinecie Aigarsa Kalvītisa.
Działał następnie w ugrupowaniu LPP/LC. Był potem m.in. doradcą i dyrektorem biura Ainārsa Šlesersa jako ministra transportu oraz prezesem zarządu portu lotniczego w Rydze. Od 2011 związany zawodowo z administracją miejską w Rydze, od 2013 pełnił obowiązki dyrektora departamentu do spraw ruchu drogowego. Zmarł nagle podczas podróży służbowej do Austrii.